# Acidithrix
Acidithrix es un género de bacterias grampositivas de la familia Acidimicrobiaceae. Actualmente contiene una sola especie: Acidithrix ferrooxidans. Fue descrita en el año 2022. Su etimología hace referencia a hilo ácido. El nombre de la especie hace referencia a oxidación de hierro. Es anaerobia facultativa, móvil y acidófila. Temperatura de crecimiento entre 10-30 °C, óptima de 25 °C, pH entre 2-4,4, óptimo de 3-3,2. Forma colonias con aspecto de huevo frito, con una zona central anaranjada. Tiene capacidad tanto para oxidar como para reducir el hierro. Tiene un genoma de 4 Mpb y un contenido de G+C de 57,4%. Se ha aislado de drenajes ácidos de minas de cobre en el Reino Unido. 